# Cucullia abrotani
Cucullia abrotani är en fjärilsart som beskrevs av Ignaz Schiffermüller 1775. Cucullia abrotani ingår i släktet Cucullia och familjen nattflyn. Inga underarter finns listade i Catalogue of Life.